# Herqueville, Eure

Herqueville este o comună în departamentul Eure, Franța. În 1 ianuarie 2022 avea o populație de 125 de locuitori.